# Gornje Krnjino
Gornje Krnjino (en serbe cyrillique : Горње Крњино) est un village de Serbie situé dans la municipalité de Babušnica, district de Pirot. Au recensement de 2011, il comptait 143 habitants.

## Démographie
| 1948 | 1953 | 1961 | 1971 | 1981 | 1991 | 2002 | 2011 |
| ---- | ---- | ---- | ---- | ---- | ---- | ---- | ---- |
| 665  | 700  | 673  | 561  | 377  | 321  | 248  | 143  |

|  |